# Janikowo (stacja kolejowa)
Janikowo – stacja kolejowa w Janikowie. Według klasyfikacji PKP ma kategorię dworca lokalnego. 

## Ruch pasażerski
| Rok  | Wymiana pasażerska na dobę |
| ---- | -------------------------- |
| 2017 | 300-499                    |
| 2022 | 300-499                    |

Jest to jedna z największych stacji towarowych województwa Kujawsko-Pomorskiego. Mieści się tu oddział Ciech Cargo.

## Dane ogólne
Ruch prowadzi nastawnia dysponująca "Ji". Przed stacją od strony Mogilna znajduje się most kolejowy nad Jeziorami Pakoskimi.
- Część pasażerska:

Podróżni odprawiani są z budynku dworca przy ul. 1-go maja 7. Do ich dyspozycji jest poczekalnia czynna w godzinach kursowania pociągów. Znajdują się tu dwa perony. Peron pierwszy przylega bezpośrednio do budynku, natomiast drugi jest peronem wyspowym pomiędzy torami numer 1 i 2. Na peronach znajdują się tablice informacyjne, ławki, śmietniki oraz gabloty z rozkładem jazdy. System informacji pasażerskiej składa się z megafonów oraz ekranów wyświetlających kierunki i godziny odjazdu pociągów umieszczonych na peronach i wewnątrz budynku. Cały teren jest oświetlony i monitorowany. Do części pasażerskiej stacji należą dwa tory.
- Część towarowa:

Składa się z dziewięciu torów, od których odchodzą dwie bocznice. We wschodniej części stacji znajduje się bocznica zakładów sodowych "Janikosoda", która jest najbardziej używana. Obsługuje ona składy przywożące surowce potrzebne do produkcji i te wywożące gotowe produkty. W zachodniej głowicy stacji znajduje się wyciąg służący do formowania składów i druga bocznica obsługująca warsztaty kolejowe, cukrownię "Janikowo”, a także składy nawozów sztucznych i produktów spożywczych. Do stacji należy również plac ładunkowy i rampa wojskowa.
- Infrastruktura towarzysząca

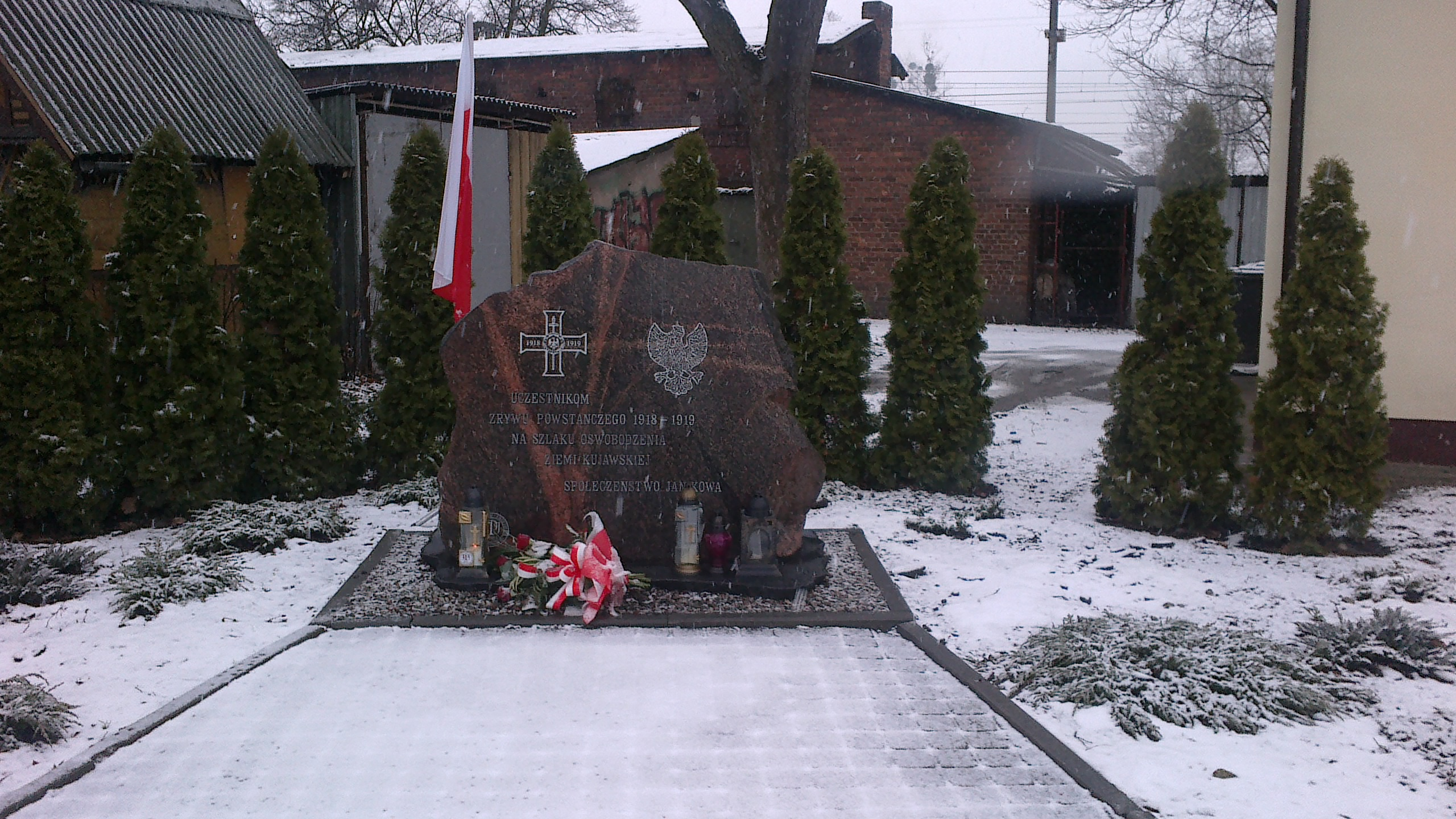
Pomnik ku czci Powstańców Wielkopolskich walczących na Kujawach zlokalizowany przed dworcem

Stacja poza budynkiem dworca posiada jedną nastawnię i budynek gospodarczy należące do PKP PLK. Od strony ulicy 1-go maja znajduje się duży parking, postój taxi oraz przystanki autobusowe, z których można dojechać do miejscowości gmin Janikowo, Pakość i Inowrocław. Przed budynkiem zlokalizowany jest pomnik ku czci Powstańców Wielkopolskich. Dworzec posiada też parking rowerowy z serwisem. 

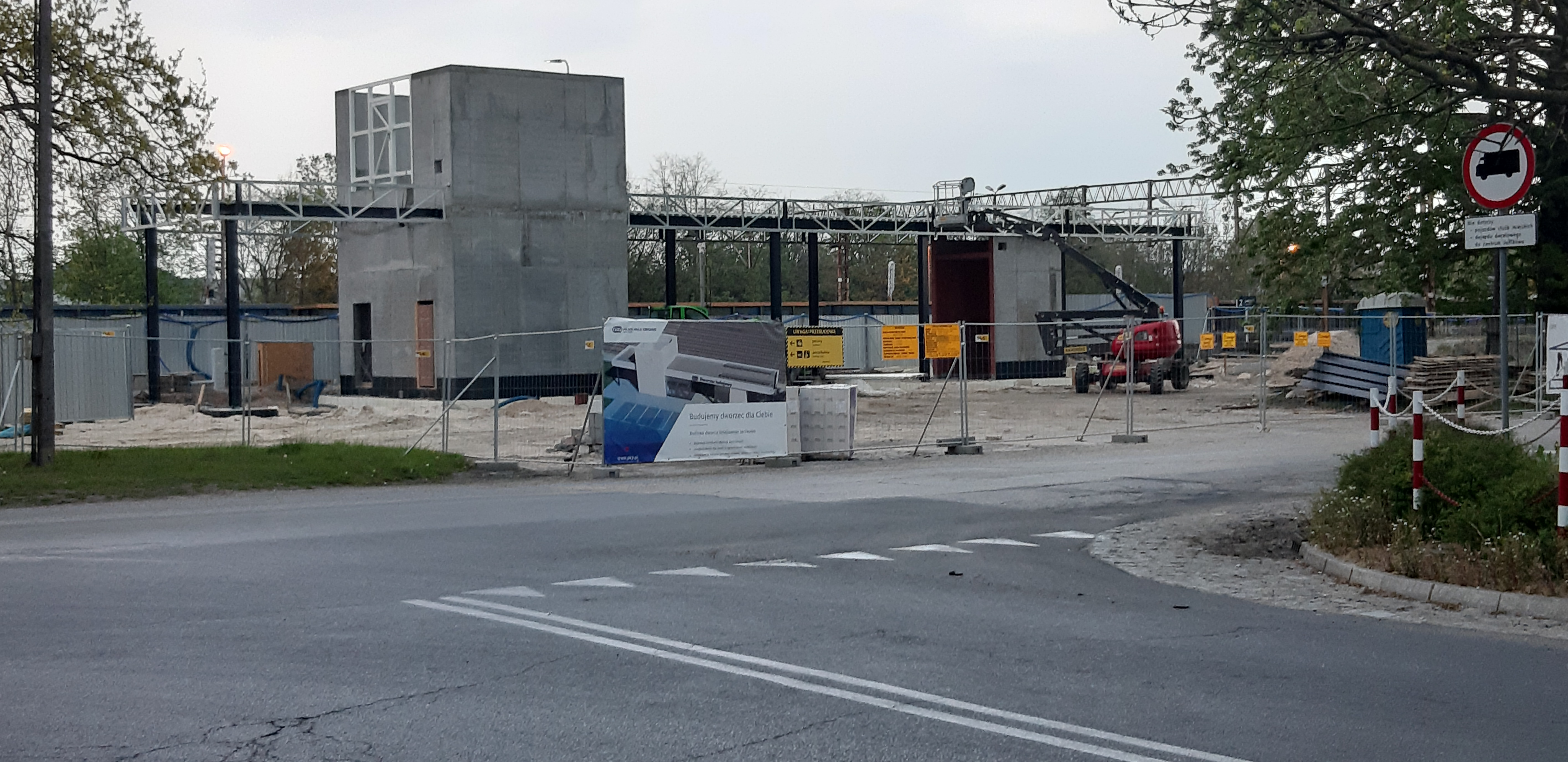
Budowa nowego dworca w 2020 roku

## Historia
Linia kolejowa
W XIX wieku trwała rewolucja przemysłowa. Coraz ważniejszy stawał się transport ludzi i towarów. W drugiej połowie XIX stulecia zapadła decyzja o budowie linii kolejowej z Poznania do Torunia. Linia dotarła do Janikowa. Początkowo na odcinku z Poznania do Inowrocławia miała 1 tor. Odcinek ten otwarto 26 maja 1872 roku. Później ten fragment trasy został rozbudowany o drugi tor. Dwutorową linią można jeździć od 1 stycznia 1886 roku. Od 23 grudnia 1976 linia jest zelektryfikowana.
Dworzec

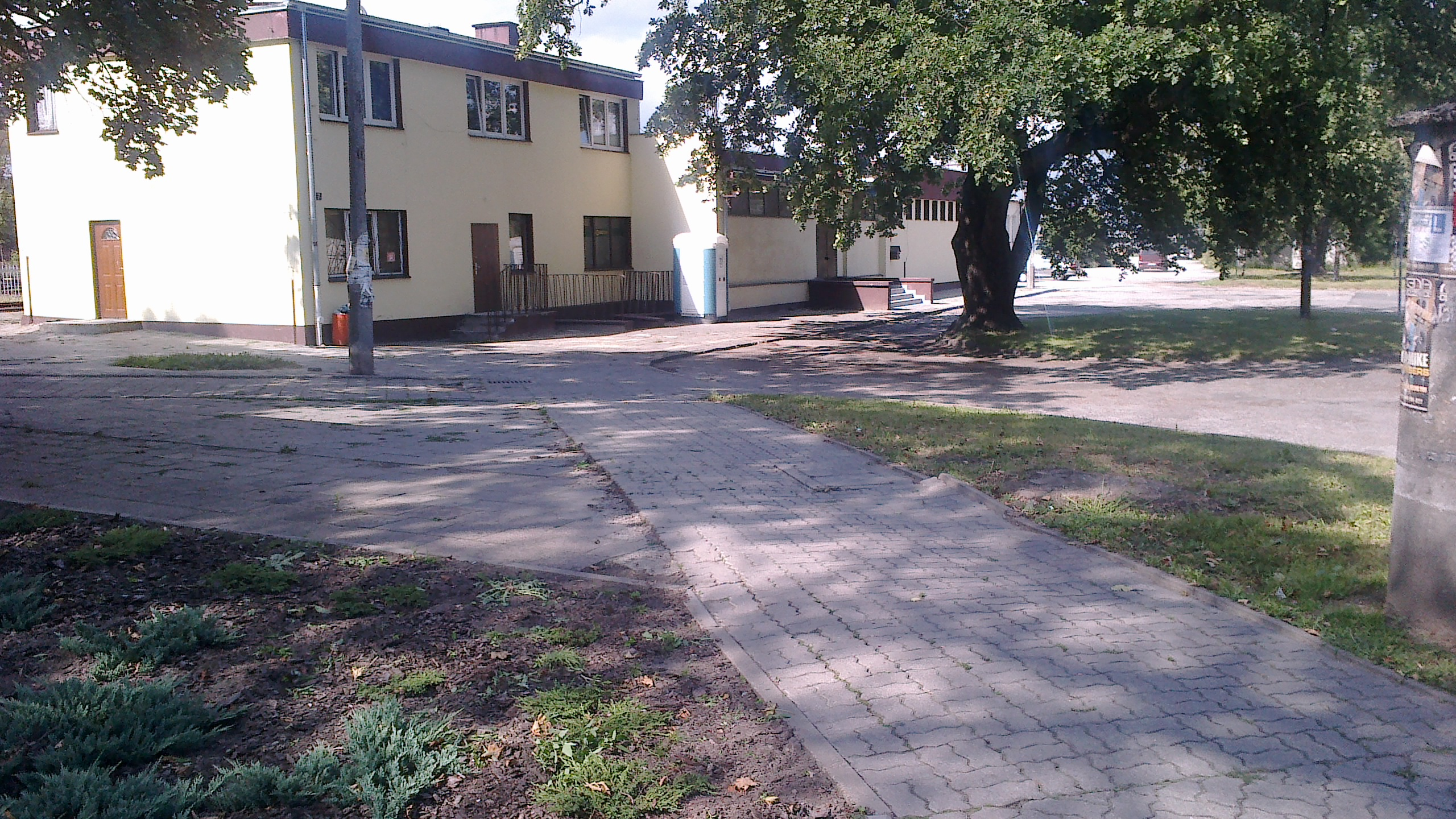
Stary dworzec istniejący od lat 60. do 2020 roku

Pierwszy dworzec został oddany do użytku w 1873 roku. Był to budynek piętrowy zbudowany z cegły. Przetrwał bombardowanie Janikowa na początku września 1939 roku, którego dokonała niemiecka Luftwaffe po ataku Niemiec na Polskę. Stary dworzec został spalony przez wycofujących się Niemców w styczniu 1945 roku. O stację toczyły się również walki podczas Powstania wielkopolskiego w 1919 roku. Budynek ten ostatecznie zburzono na początku lat 60. XX wieku, kiedy to wybudowano drugi dworzec. W 2012 roku został odremontowany, a w 2020 rozebrany. 
Na przełomie stycznia i lutego 2019 PKP podpisały z konsorcjum firm Helifactor i MERX umowę na budowę tzw. innowacyjnego dworca systemowego w formie klimatyzowanej poczekalni wraz pomieszczenia kas biletowych i przestrzenią dla punktów handlowo-usługowych. 29 stycznia 2021 nowy dworzec został otwarty.

## Połączenia
Ruch pasażerski na stacji jako przewoźnik obsługuje spółka Polregio. Pociągami można dojechać bezpośrednio m.in. do stacji:
- Poznań Główny
- Poznań Wschód
- Bydgoszcz Główna
- Bydgoszcz Błonie
- Toruń Główny
- Toruń Wschodni
- Toruń Miasto
- Inowrocław
- Gniezno
- Mogilno
- Trzemeszno
- Pobiedziska
- Gniewkowo